# Jessica Varnish
Jessica Amy "Jess" Varnish (nascida em 19 de novembro de 1990) é uma ciclista britânica que participa em competições de ciclismo de pista. Foi a oitava colocada nos Jogos Olímpicos de 2012, em Londres, onde competiu na velocidade por equipes representando o Reino Unido.